# Gjern-Galten-Hørning Provsti
Gjern-Galten-Hørning Provsti var indtil 2007 et provsti i Århus Stift. Provstiet lå i de tidligere Galten Kommune, Gjern Kommune og Hørning Kommune, og sognene indgår nu i Silkeborg Provsti og Skanderborg Provsti.
Gjern-Galten-Hørning Provsti bestod af flg. sogne:
- Adslev Sogn
- Blegind Sogn
- Dallerup Sogn
- Galten Sogn
- Gjern Sogn
- Hørning Sogn
- Mesing Sogn
- Sjelle Sogn
- Skannerup Sogn
- Skivholme Sogn
- Skjørring Sogn
- Skorup Sogn
- Skovby Sogn
- Stjær Sogn
- Storring Sogn
- Svostrup Sogn
- Tvilum Sogn
- Veng Sogn
- Voel Sogn

|  | Infoboks uden skabelon Denne artikel har en infoboks dannet af en tabel eller tilsvarende. |